# Коцка битка
Коцката битка от 2 – 5 октомври 1939 година е битка край град Коцк в Полша, последната в Полската кампания на Втората световна война.
В нея войските на Германия, превзели малко по-рано полската столица Варшава, нападат последното голямо полско формирование, Самостоятелна оперативна група „Полесие“, разположено в горите западно от Коцк. След няколкодневна съпротива обкръжените полски части се предават.